# Bodone (vescovo di Acqui)
Bodone o anche Bodo (IX secolo – 891) è stato un vescovo italiano, vescovo della diocesi di Acqui dagli anni settanta del IX secolo alla sua morte.

## Biografia
La prima testimonianza dell'esistenza di Bodone è documentata dalla sua presenza a Roma per l'incoronazione di Carlo II il Calvo da parte di papa Giovanni VIII nel mese di febbraio 876. Bodone sottoscrisse l'atto per dodicesimo firmandosi come "umile vescovo della Santa Chiesa acquese". 
Probabilmente al tempo dell'incoronazione Bodone era già vescovo da alcuni anni in quanto l'ultimo atto del suo predecessore, Ragano, risaliva all'864 durante un sinodo provinciale.
Secondo Biorci e Gregorio Pedroca l'anno seguente l'incoronazione di Carlo II Bodone partecipò ad un sinodo a Pavia anche se non sono pervenuti documenti a dimostrarlo. Nell'877 poi apparve tra i sottoscrittori di una lettera di papa Giovanni VIII a Carlo il Calvo in cui il pontefice sollecitava l'imperatore a un celere intervento contro i saraceni, Nello stesso anno fu presente a un concilio a Ravenna, nel quale sottoscrisse gli atti con la formula: Bodo Aquensis episcopus subscripsi.
Nell'889 si ritiene potesse trovarsi a Pavia insieme ai vescovi dell'alta Italia all'incoronazione di Guido II di Spoleto.
Il 2 gennaio 891 un certo Berengario donò a Bodone alcuni possedimenti nella zona dell'attuale Rocca Grimalda e il 14 maggio dello stesso anno Guido II gli donò la chiesa di San Vigilio in Corte Orba, situata nei pressi del territorio donato da Berengario.
La donazione del re Guido II fu l'ultima fonte attestante Bodone come vescovo di Acqui. Ignota è la sua data di morte, posta, secondo la tradizione, nell'891. Il successore Sedaldo visse all'epoca di papa Formoso, cioè dopo settembre 891.